# Split/Second
Split/Second, также известная как Split/Second: Velocity в Европе и Австралии — видеоигра в жанре аркадных автогонок, разработанная Black Rock Studio и изданная Disney Interactive Studios для консолей, компьютеров и мобильных устройств в 2010 году. Была локализована компанией «Новый Диск», которая выпустила игру на русском языке.

## Игровой процесс

Скриншот из игры

В Split/Second, участники принимают участие в вымышленном телевизионном шоу, где соревнуются за деньги и славу. Во время гонок игроки могут выполнять трюки и улучшать свой счётчик «выбросов», чтобы активировать особые ловушки, которые создают препятствия для других игроков. Ловушки могут варьироваться от взрывов до разрушения дорог и прорывов плотин. Масштабность ловушек зависит от заполненности счётчика игрока. Большинство ловушек можно использовать по несколько раз, однако есть и ловушки, которые можно использовать только один раз за гонку. Разработчики постарались сделать пользовательский интерфейс максимально простым, оставив только необходимые элементы. В стандартной игре доступно 15 трасс, включая городские и естественные места. Дополнительные трассы могут быть приобретены как загружаемый контент. Игра также предлагает многопользовательский режим для 8 игроков.

### Версия для PlayStation Portable
В версии игры для PSP, помимо прочих изменений, появилась дополнительная трасса, называемая «Доки». Она представляет собой трассу, которая состоит из участков трёх уже существующих трасс: «Сухие доки», «Паромная пристань» и «Портовый мост». Версия для PSP также добавляет новые режимы игры (например, дрифт по тренировочной трассе, чтобы заработать очки). Кроме того, в игру внесены некоторые изменения, например, немного переработанная физика, чтобы облегчить управление автомобилем на консоли.

## Оценки и мнения
| Сводный рейтинг       | Сводный рейтинг                                                    |
| Агрегатор             | Оценка                                                             |
| --------------------- | ------------------------------------------------------------------ |
| GameRankings          | 84,19 % (PS3) 82,45 % (X360) 79,55 % (ПК) 65,00 % (PSP) 60 % (iOS) |
| Metacritic            | 84/100 (PS3) 82/100 (X360) 79/100 (PC) 63/100 (PSP) 58/100 (iOS)   |
| MobyRank              | 84/100 (X360) 80/100 (ПК) 78/100 (PS3)                             |
| Иноязычные издания    |                                                                    |
| Издание               | Оценка                                                             |
| 1UP.com               | A C- (PSP)                                                         |
| AllGame               | · (PSP)                                                            |
| Edge                  | 8/10                                                               |
| Eurogamer             | 8/10                                                               |
| Game Informer         | 8,25/10                                                            |
| GamePro               | [ 20 ]                                                             |
| GameRevolution        | B+                                                                 |
| GameSpot              | 7,5/10 6,5/10 (PSP)                                                |
| GameTrailers          | 8,4/10                                                             |
| GameZone              | 8,5/10                                                             |
| IGN                   | 8,5/10 6/10 (iOS) 5/10 (PSP)                                       |
| OXM                   | 8/10                                                               |
| PALGN                 | 7,5/10                                                             |
| PC Gamer (UK)         | 73/100                                                             |
| VideoGamer            | 7/10                                                               |
| XboxAddict            | 8,8/10                                                             |
| Русскоязычные издания |                                                                    |
| Издание               | Оценка                                                             |
| 3DNews                | 8/10                                                               |
| Absolute Games        | 78 %                                                               |
| «PC Игры»             | 9/10                                                               |
| PlayGround.ru         | 8/10                                                               |
| «Игромания»           | 9/10                                                               |
| «Страна игр»          | 8,5/10                                                             |

Игра получила благосклонные оценки от рецензентов. На сайтах GameRankings и Metacritic средний рейтинг составляет соответственно 84,19 % и 84/100 у версии для PlayStation 3, 82,45 % и 82/100 — для Xbox 360, 79,55 % и 79/100 — для ПК. Рецензенты отметили среди достоинств зрелищные и захватывающие гонки, качественные графику и звук, а также интерфейс, интегрированный в машину, но критике подвергли малое количество трасс и машин.
Версия для PSP получила более сдержанные отзывы из-за отсутствия онлайн-игры и недостаточно качественной адаптации под портативную систему. На GameRankings её средняя оценка составляет 65 %, а на Metacritic — 63 балла из 100.
Смешанные отзывы получила и версия для iOS. Она получила среднюю оценку 60 % на GameRankings и 58/100 на Metacritic.

## Будущее
После завершения 12-го эпизода показывается сцена, в которой неизвестные злоумышленники на строительных машинах активируют все ловушки в городе (при этом панический голос диктора утверждает, что группа «была снята с эфира в 82-м году»), после чего на чёрном экране появляется надпись «Продолжение следует…», намекая на возможное продолжение игры. Однако в мае 2011 года издание Eurogamer пообщалось с анонимным источником, который подтвердил, что Disney Interactive Studios провела сокращение штата Black Rock Studio; около ста человек было уволено. В этой же статье анонимный источник подтвердил, что Split/Second 2 была отменена в декабре 2010 года из-за смены курса по развитию игрового подразделения Disney, несмотря на попытки студии подстроиться под эти изменения в компании.
В конечном итоге студия была закрыта 1 июля 2011 года из-за плохих продаж Split/Second и Pure.